# Giovanni Battista Pisani

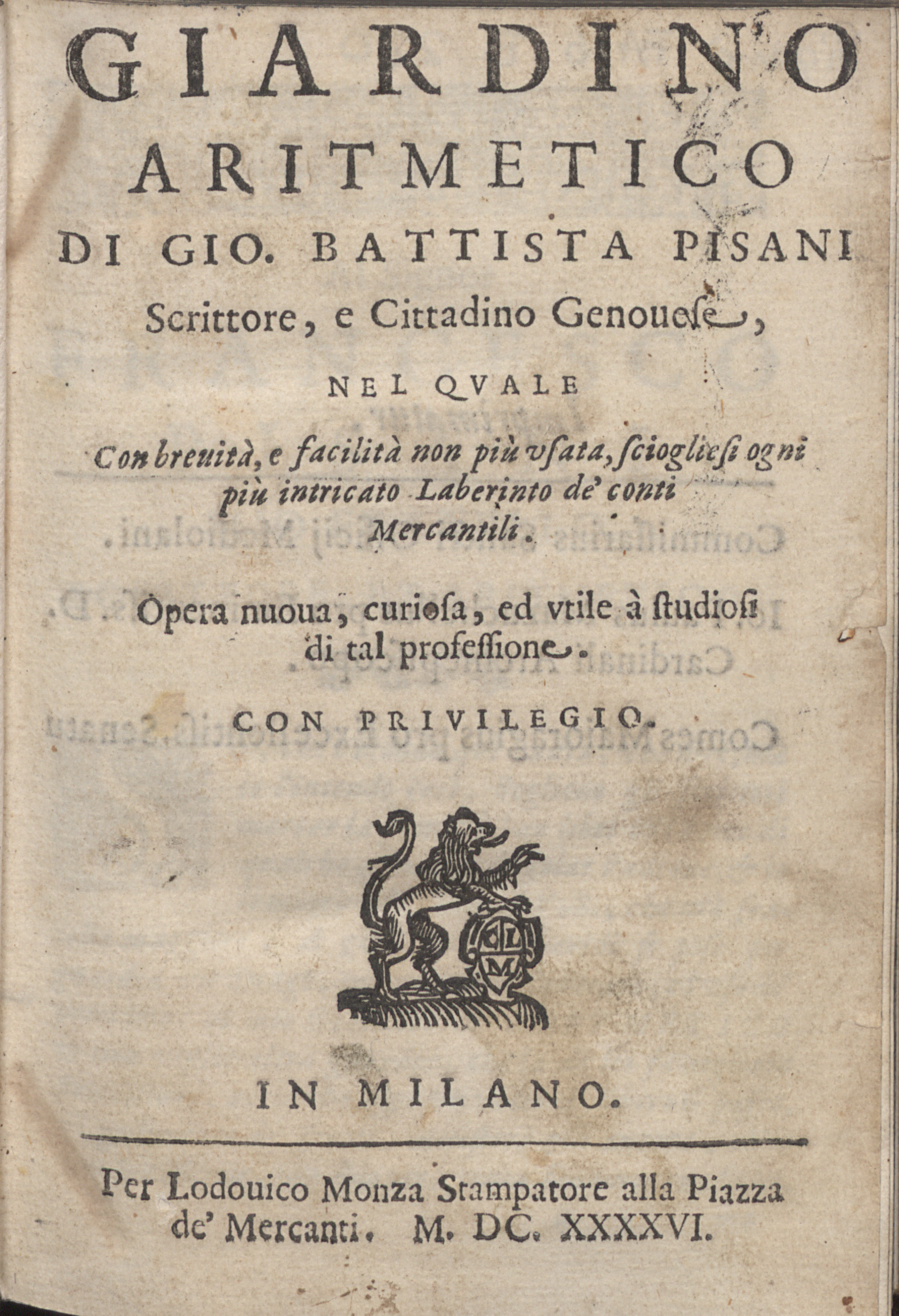
Giardino aritmetico, página del título

Giovanni Battista Pisani (Génova, 1601), también conocido como Gio. Battista Pisani, fue un matemático genovés del siglo XVII.

## Trayectoria
Pisani escribió El primer libro de letras cursivas modernas (Il primo libro di lettere corsive moderne, 1641) sobre caligrafía, seguido de otras obras educativas, Memorial aritmético (Memoriale aritmetico, 1644) y Jardín aritmético (Giardino aritmetico, 1646), destinados a resolver problemas aritméticos que estaban especialmente relacionados con la actividad mercantil.

## Obras
- Il primo libro di lettere corsive moderne (en italiano). Génova: Stampato appresso l'autore. 1641.
- Giardino aritmetico: nel quale con brevità, e facilità non più usata, sciogliesi ogni più intricato laberinto de' conti mercantili (en italiano). Milán: Lodovico Monza. 1646.
- Memoriale aritmetico: per indirizzo et aiuto di chi desidera con ogni facilità e sicurezza apprendere la prattica del conteggiare (en italiano). Venice: Stefano Curti. 1686 [1644].